# Río Bayano
El río Bayano (también río Chepo) es un río que se ubica al este de Panamá, específicamente en el distrito de Chepo y la comarca indígena de Madugandí. Tiene una longitud de unos 206 km, naciendo en la cordillera de San Blas y desembocando en el golfo de Panamá, siendo el tercer río más largo del país (siendo superado por el Chucunaque y Tuira). Sus principales afluentes son el Mamoní, Ipetí, Chararé y Majé.
Su nombre proviene del negro cimarrón que vivió en esa región en el siglo XVI. En 1976 fue represado su curso medio para formar el lago Bayano.